# 豊橋市立中部中学校
豊橋市立中部中学校（とよはししりつ ちゅうぶちゅうがっこう）は、愛知県豊橋市舟原町にある公立中学校。

## 概要
豊橋市中心部に位置する学校で生徒数は約600名、クラス数は20（普通学級：18、特別支援学級：2）。

## 主な行事

### 豊川ビッグウォーク（通称：TBW）
当校伝統の行事で、豊川沿岸の長い道のりをウォーキングするイベント。校区住民の参加も可能。
ただし、2020年（令和2年）度を持って休止になった。最終回の第40回は1・2年生合同で行う予定だったが、新型コロナウイルスによる休校で延期を余儀なくされた。休止期間は未定。

### 体育祭
毎年5月下旬から6月上旬にかけて行われる。主な競技は以下の通り。生徒会及び先生が進行していく。また、各プログラムの前に流れるアナウンスは前期の放送委員会が担当する。アナウンスは事前収録されたものを流すが、当日の競技内でも放送委員会による実況も流れる。グラウンドの周りには防球ネットやタイガーロープで仕切られており、直接生徒たちのいる応援席に行くのはほぼ不可能。当日は駐車場がないため、訪れる際は自転車や徒歩で来校した方がいい。

#### 主な競技（2019年の場合）
全学年（特記以外各学年別）：各クラス選抜のリレーは1人1回までしか出場できない。
- 全員リレー
- 男子4×200mリレー（各クラス選抜）
- 女子4×100mリレー（各クラス選抜）
- 男女混合600mリレー（各クラス選抜：男子200m・女子100m）

#### 学年企画
毎年変わる主に級長会が進行する。2019年（令和元年）の3年生は台風の目を行った。
- 応援合戦（各団ごと）
  - 団の抽選会は新入生歓迎会の時に行い、団ごとに色を選択できる。選択は、3年生の団長のジャンケンで決まり、毎年盛り上がりを見せている。

全女・全男企画
- 全女企画（各団の女子のみ）：学年別ではない。毎年競技が異なる。
- 全男企画（各団の男子のみ）：学年別ではない。毎年競技が異なる。

#### みんなでジャンプ
各クラスごと
- クラス全員での大縄跳び。点数配分が大きく優勝を狙うには重要な種目。

## 学校施設
- 北校舎（2代目） - 3階建
- 中校舎 - 3階建
- 校舎（本館） - 4階建
- 体育館
- 武道場
- プール
- 弓道場

## 部活動

### 運動部
- 軟式野球部（男子）
- ソフトボール部（女子）
- 陸上部
  - 部としての活動はなし。ただし個人で大会等に出場は可能。
- ソフトテニス部（男子）
- ハンドボール部（男子）
- バレーボール部（男・女）
- バスケットボール部（男・女）
- 水泳部（男・女）
- 剣道部（男・女）
- 弓道部（男・女）
- 駅伝部（男・女）
  - 期間限定部活
- 相撲部（男子）
  - 期間限定部活

### 文化部
- 吹奏楽部（男・女）
- 美術部（男・女）
- 文芸・新聞部（男・女）
- 手芸部（男・女）

## 沿革
- 1947年（昭和22年） - 豊橋市立中部第一中学校創立。
- 1948年（昭和23年） - 豊橋市立中部中学校に改称。
- 1980年（昭和55年） - 「豊川ビッグウォーク（TBW）」開始。
- 1999年（平成11年） - 竜巻で校舎の窓ガラスが割れ、大勢の生徒、教職員が割れたガラスで怪我。校内の一部の教室の天井が落ちる被害を受けた。
- 2009年（平成21年） - 北校舎改築工事完了。
- 2011年（平成23年） - 東日本大震災の影響でTBWが中止になる。
- 2015年（平成27年） - TBWが2年生の学年行事となる。

## 通学校区
- 豊橋市立新川小学校
- 豊橋市立松山小学校
- 豊橋市立向山小学校
- 豊橋市立つつじが丘小学校（一部を除き自転車通学可。ただし通学区域はつつじが丘1・2・3丁目、佐藤1丁目のみであとは豊橋市立東部中学校に通学する。）

## 交通アクセス
- 豊橋鉄道東田本線（市内線） 東八町停留場下車、徒歩で約5分。
- 豊鉄バス：和田辻行き・シンフォニアテクノロジー行きに乗車　「舟原」バス停下車、徒歩で約3分。

## 著名な出身者
- 木俣佳丈（参議院議員、民主党参議院幹事長代理）
- 佐藤善作（ヤマサちくわ創業者）
- 小林佳雄（株式会社物語コーポレーション代表取締役会長）
- 谷川原健太（福岡ソフトバンクホークス選手）
- 仲井洋平（三菱自動車岡崎硬式野球部選手）
- 早川勝（元衆議院議員、元豊橋市長）